# Il Secolo XIX
Il Secolo XIX (da leggere decimo nono) (in ligure: O Secolo, [u ˈsekulu]) è un quotidiano italiano a diffusione nazionale.
Ha sede a Genova, dove è stato fondato il 25 aprile 1886 ed è edito dalla Blue Media S.r.l. che fa capo al 100% alla società svizzera Multi Investment Holding SA, una holding di partecipazioni finanziarie presieduta da Diego Aponte, del Gruppo MSC. Blue Media è anche l'editore delle testate collegate al quotidiano: ‘Il Secolo XIX del Lunedì’, ‘The MediTelegraph’, L'Avvisatore Marittimo, ‘Giornale del Ponente Ligure’ e ‘l'Automazione Navale e Tecnologie per il Mare & Trasporti’ (TMT).
Il bacino di lettori è in particolare concentrato nell'area ligure e del Basso Piemonte (Novese, Ovadese e Cuneese).

## Storia

### Le origini
Il Secolo XIX venne fondato a Genova il 25 aprile 1886 da Ferruccio Macola che ne fu il primo direttore. A finanziarlo fu il marchese Marcello Durazzo. Il primo numero del Secolo uscì nelle edicole il 25 aprile, giorno di Pasqua.
Nel 1897 il giornale fu acquisito da Ferdinando Maria Perrone, proprietario dell'Ansaldo. Con tale acquisizione, Perrone intendeva sostenere una politica protezionistica in favore dell'allora giovane industria italiana. Con Perrone venne nominato nuovo direttore il genovese Luigi Arnaldo Vassallo (detto Gandolin, ovvero Vagabondo), uno dei più importanti giornalisti dell'epoca. E con Vassallo il giornale raggiunse le 45 160 copie giornaliere. Il Secolo fu anche il primo giornale in Italia a uscire con una foliazione di sei pagine, anziché le tradizionali quattro.
Il 10 agosto 1906, alla morte di Vassallo, succedettero alla guida del quotidiano Mario Fantozzi e, più avanti, il genovese David Chiossone.
Il 27 giugno 1946 diventò direttore Umberto Vittorio Cavassa. Persona di vasta cultura e liberale, Cavassa restituì al Secolo autorevolezza e prestigio, dopo le compromissioni col fascismo. Storico direttore, Cavassa rimase alla guida del giornale per ventitré anni, fino al 1968.

### SEP
Nella direzione del giornale subentrarono negli anni settanta Piero Ottone, lo stesso editore Alessandro Perrone (nipote di Ferdinando Maria), Cesare Lanza, Michele Tito, Tommaso Giglio, Carlo Rognoni, Mario Sconcerti, Gaetano Rizzuto, Antonio Di Rosa, dal 2004 a Lanfranco Vaccari e dal 2009 a Umberto La Rocca.
Negli anni Settanta uscì dalla proprietà del giornale la famiglia Grazioli, e il quotidiano rimase nelle mani di Cesare Brivio e Carlo Perrone. Successivamente la tedesca Passau Verlag rilevò il 40% della Società Edizioni e Pubblicazioni (SEP), editrice del giornale, rivendendo poi la propria quota a Carlo Perrone, che divenne quindi proprietario di maggioranza. Per questo Brivio fece causa a Perrone, perdendo però l'arbitrato.
Nel 2001 fu tra i primi giornali italiani ad adottare la stampa a colori.

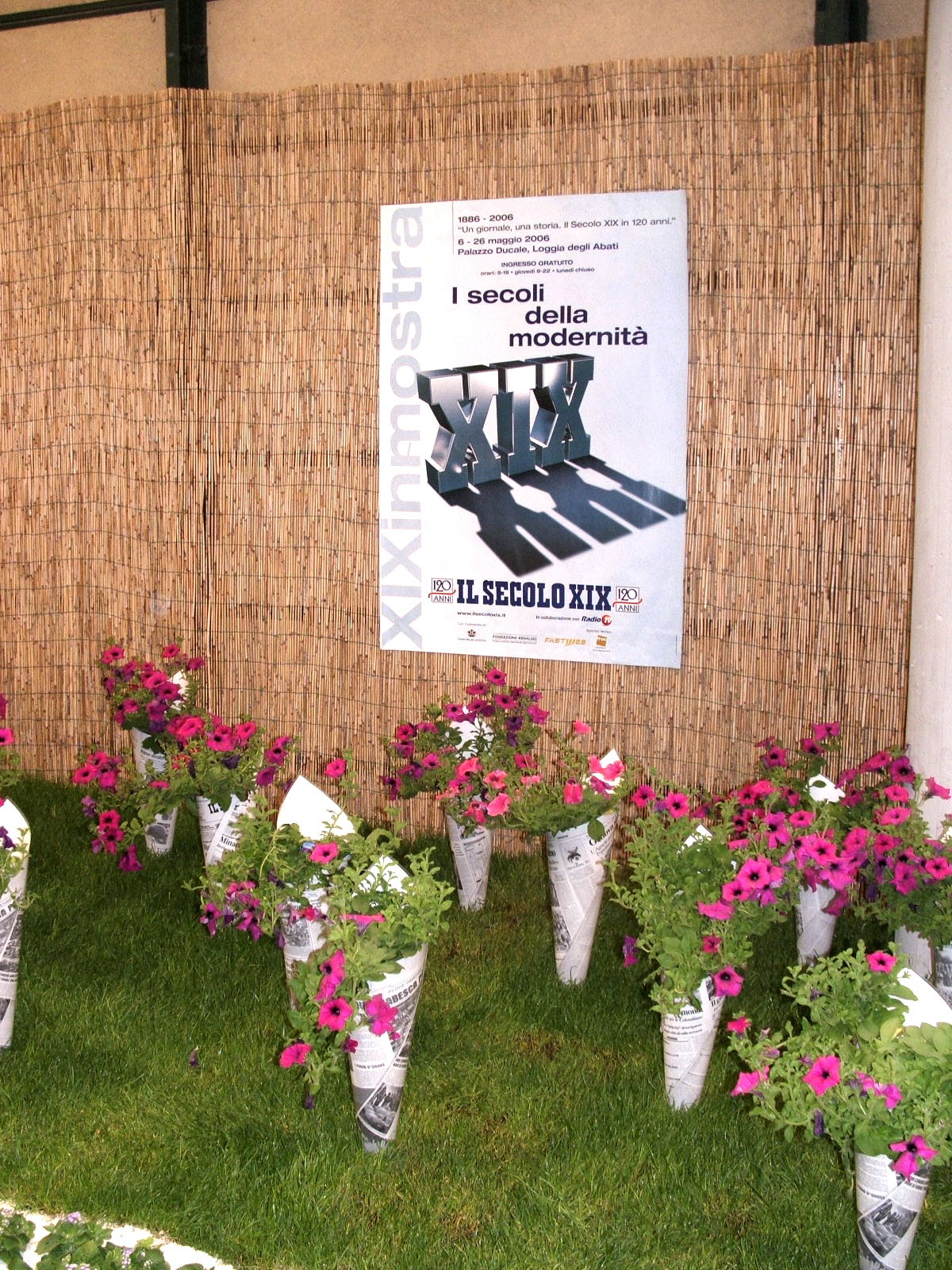
Stand per i 120 anni del giornale ad Euroflora 2006

Nel 2006 il Secolo raggiunse i 120 anni di attività, e per celebrare il traguardo venne lanciata la stazione radiofonica Radio 19, curata da Mauro Rattone. Nel maggio 2006 venne organizzata al Palazzo Ducale di Genova la mostra dal titolo 1886-2006. Un giornale, una storia. Il Secolo XIX in 120 anni, con lo scopo di offrire una panoramica sul passato e sul futuro della pubblicazione. Per ricordare la data storica, furono pubblicati in allegato al quotidiano una serie di inserti rievocativi del periodo storico in cui il giornale era stato osservatorio della realtà italiana, sia nazionale sia locale. In occasione dei 125 anni de Il Secolo XIX, la testata pubblicò cinque inserti settimanali.
Nel gennaio 2008 Cesare Brivio Sforza iniziò le trattative per la vendita del suo 30 per cento della SEP con Clessidra Capital Partners. La trattativa si concluse nel dicembre 2009 con la cessione a Carlo Perrone dell'intera quota. Di conseguenza, Perrone raggiunse il controllo totale della società editrice. Intanto era avvenuto un cambio alla guida del quotidiano: in agosto era stato nominato direttore Umberto La Rocca, ex vicedirettore della Stampa di Torino.
Il 3 febbraio 2010 il Secolo XIX uscì con una rinnovata veste grafica, curata da Mario Garcia. Il formato restava invariato nella larghezza, ma si accorciava in lunghezza per rendere più comoda la lettura. Non più fascicoli ripiegati uno sull'altro ma un unico fascicolo. Si introdussero caratteri più nitidi e grandi e foto più brillanti.

### GEDI
Il 2 agosto 2014 la Sep di Carlo Perrone, in un comunicato congiunto con l'Editrice La Stampa di John Elkann (Fiat Chrysler Automobiles), editrice de La Stampa, annunciò il progetto di fusione della SEP nella seconda, creando così una joint venture denominata Italiana Editrice S.p.A., partecipata da Fiat Chrysler Automobiles per il 77% e dalla famiglia Perrone per il 23%, compresa anche l'integrazione delle sussidiarie pubblicitarie e mass media, come Publikompass (La Stampa), Publirama e Radio19 (SEP). Con questa operazione, a partire dal 1º gennaio 2015, nacque un nuovo gruppo editoriale composto da 240 giornalisti, tra le redazioni dei due quotidiani, e una quota giornaliera di 260 000 copie vendute, alla pari degli altri maggiori gruppi editoriali italiani, quali RCS MediaGroup, editore del Corriere della Sera, e Gruppo Editoriale L'Espresso, editore de la Repubblica. Dal 2015 Il Secolo XIX iniziò a essere stampato a Torino con gli altri giornali del gruppo, mentre la storica tipografia di San Biagio fu dismessa.
Nel 2017 Italiana Editrice S.p.A. si è a sua volta fusa con il Gruppo Editoriale L'Espresso, per costituire il gruppo editoriale GEDI S.p.A.
Dal 29 settembre 2024 il miliardario italiano residente in Svizzera Gianluigi Aponte è ufficialmente il proprietario del quotidiano ligure Il Secolo XIX, acquistato dalla Gedi del gruppo Exor Editoria.

### Blue Media
L'11 luglio 2024 viene firmato il contratto preliminare, dopo che il 28 marzo 2024 il Gruppo GEDI aveva raggiunto un accordo preliminare per la cessione de Il Secolo XIX alla Blue Media S.r.l., interamente controllata dalla holding svizzera di partecipazioni finanziarie Multi Investment Holding SA, del Gruppo MSC, che diventa effettivo il 29 settembre 2024, da quando il nuovo direttore diventa Michele Brambilla.

## Web

### ilsecoloxix.it
Nel 2001 venne lanciata Sep Web, azienda dedicata al mercato online del Gruppo Editoriale Perrone. L'azienda sviluppoò Il Secolo XIX Web, affidandone la conduzione a Marco Formento, insieme al vice-direttore alla multimedialità Mario Muda. Dal 2010 è subentrata come digital media manager Silvia Castanini. Dal 2016 il direttore è Massimo Righi, mentre la responsabile della redazione web è Diana Letizia. Nel luglio 2011, in occasione del decennale del G8 di Genova, è stata trasmessa la prima diretta online, in occasione del corteo conclusivo degli eventi di commemorazione che hanno caratterizzato tale settimana a Genova.

## Tv

### Tivuesse Telesecolo
L'emittente nacque a Genova all'inizio del 1977 per volontà di Cesare Brivio Sforza, amministratore delegato del quotidiano. Nel 1982 l'emittente, dapprima, si affiliò alla ex-rusconiana e neo-berlusconiana Italia 1 e, poco dopo, a Rete 4. Nel 1984 cessò di esistere, inglobata da Rete 4.

## Radio

### Radio 19

Logo di Radio 19

Le trasmissioni in diretta iniziarono il 19 febbraio 2006, con la diffusione di un concerto al Mazda Palace di Genova a cui parteciparono i Negrita, Max Gazzè, Niccolò Fabi, L'Aura, Simone Cristicchi, i Sugarfree, i Baustelle, i Buio Pesto e altri, in un evento realizzato con MTV Italia e condotto da Carolina Di Domenico con gli speaker di Radio19. Nei primi anni di attività il palinsesto era formato da una miscela di intrattenimento, con trasmissioni comiche, e uno spazio di informazione ogni ora.
Nel settembre 2008 Radio 19 acquisì Tr Studio Uno, che deteneva il marchio Radio Genova Sound e la relativa concessione per le frequenze. Il direttore artistico divenne Roberto Zaino e, dalla fine del 2009, dopo aver raggiunto i 50 000 ascoltatori, la radio assunse una diversa fisionomia attraverso il palinsesto creato da un consulente esterno. Nel maggio del 2011 nacque Radio19 Sound che successivamente, cambiando target e genere musicale, prese il nome di Radio19 latino, dedicandosi prevalentemente alla popolazione latinoamericana in Liguria. Il direttore di testata era Umberto La Rocca.
Dal 1º marzo 2013 assunse la direzione Michele Corti, ex caporedattore di Telegenova. Presidente del Gruppo Ligure Giornalisti Sportivi, Corti conduceva ogni giorno su la trasmissione sportiva 19º Minuto dalle ore 17 alle 19. La redazione era composta da Erika Falone, Giulia Mietta e Matteo Oneto. Speaker storica era Marina Minetti, in onda ogni giorno con Molo 19 dalle ore 9 alle 12. Tra le trasmissioni: Sveglia 19 dalle ore 7 alle 9, con news e aggiornamenti, e quella del pomeriggio sull'attualità dalle 15 alle 17 Radar 19, oltre a Zena Zelig 19, appuntamento della domenica (ore 10-12) con i comici dello Zelig Lab di Genova guidati da Daniele Raco e Serena Garitta. Nel 2015 la radio ha nuovamente cambiato gestione.

## Sede

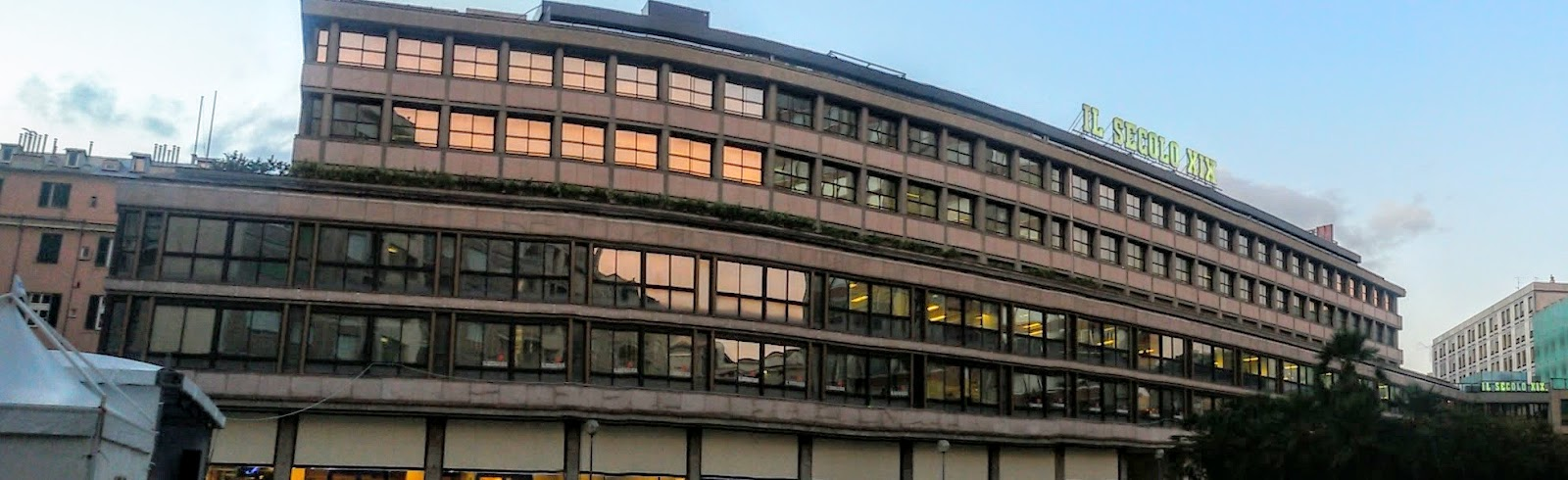
La sede de Il Secolo XIX

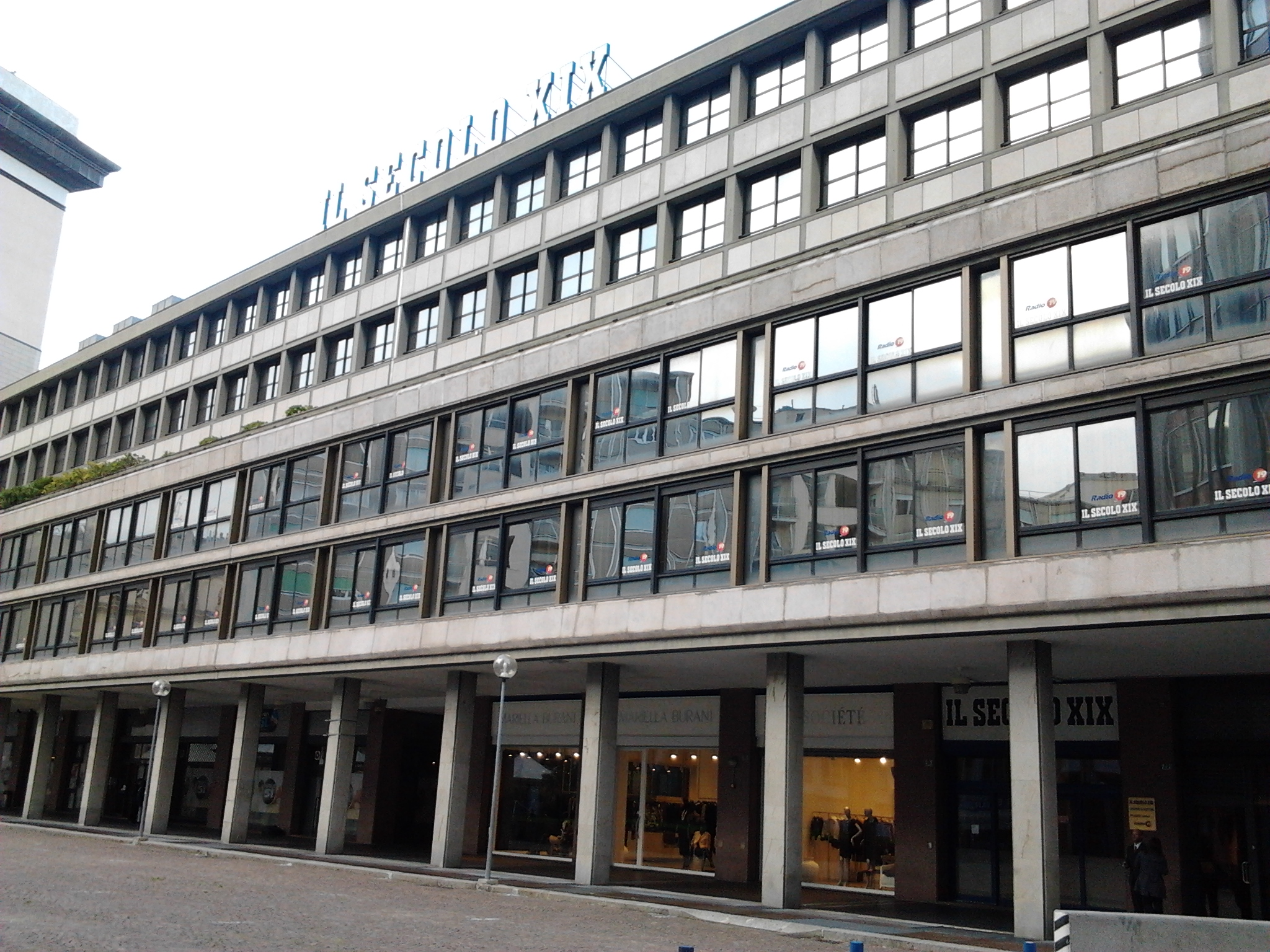
La sede de Il Secolo XIX in Piazza Piccapietra 21

Il Secolo XIX nella sua lunga storia ha avuto diverse sedi:
- 1886-1887: Salita di San Gerolamo
- 1887-1888: Piazza San Giorgio, 32
- 1888-1898: Via dei Giustiniani, 9
- 1898-1968: Piazza De Ferrari, 36
- 1968-1999: Via Varese, 2
- dal 1999: Piazza Piccapietra, 21

## Direttori
- Ferruccio Macola (1886-1888)
- Pietro Mosetig (1888-1897)
- Luigi Arnaldo Vassallo (1897-1906)
- Mario Fantozzi (1906-1932)
- Francesco Malgeri (1932)
- David Chiossone (1932-1943)
- Carlo Massaro (1943)
- Arturo Codignola (1943)
- Aldo Chiarini (1943)[27]
- Mario Rivoire (1944 - 23 aprile 1945)[28]
- Giuseppe Canepa (1945)[29]
- Umberto Vittorio Cavassa (1946-1968)
- Piero Ottone (1968-1972)
- Alessandro Perrone (1972-1976)
- Cesare Lanza (1976-1978)
- Michele Tito (1978-1981)
- Tommaso Giglio (1981-1987)
- Carlo Rognoni (1987-1992)
- Mario Sconcerti (1992-1994)
- Gaetano Rizzuto (1995-2000)
- Antonio Di Rosa (2000-2004)
- Lanfranco Vaccari (2004-2009)
- Umberto La Rocca (2009-2014)
- Alessandro Cassinis (2014-2016)
- Massimo Righi (2016 - 30 novembre 2018)
- Luca Ubaldeschi (1º dicembre 2018 - 30 settembre 2023)[30]
- Stefania Aloia (1º ottobre 2023 - 28 settembre 2024)
- Michele Brambilla (29 settembre 2024 - in carica)

## Diffusione
| Anno | Copie vendute |
| ---- | ------------- |
| 2022 | 25 252        |
| 2021 | 28 718        |
| 2020 | 31 607        |
| 2019 | 35 905        |
| 2018 | 39 882        |
| 2017 | 43 214        |
| 2016 | 46 710        |
| 2015 | 49 347        |
| 2014 | 52 892        |
| 2013 | 58 705        |
| 2012 | 63 082        |
| 2011 | 71 262        |
| 2010 | 76 074        |
| 2009 | 89 744        |
| 2008 | 100 144       |
| 2007 | 104 195       |
| 2006 | 109 732       |
| 2005 | 109 070       |
| 2004 | 107 646       |
| 2003 | 103 086       |
| 2002 | 104 754       |
| 2001 | 116 562       |
| 2000 | 117 306       |
| 1999 | 121 127       |
| 1998 | 123 440       |
| 1997 | 126 340       |
| 1996 | 129 248       |
| 1995 | 124 771       |
| 1994 | 134 889       |
| 1993 | 141 665       |
| 1992 | 144 529       |
| 1991 | 143 970       |
| 1990 | 163 986       |
| 1985 | 150 038       |
| 1980 | 131 543       |
| 1976 | 125 356       |

- Dati di Accertamenti diffusione stampa.

## Edizioni
Il Secolo XIX esce in edicola in tutta Italia con l'edizione di:
- Genova, con la cronaca del Genovesato e del Basso Piemonte (l'Alessandrino e particolarmente Novese e Ovadese, e il Cuneese).

Nel resto della Liguria ci sono invece altre 4 diverse edizioni:
- Levante, che copre il Tigullio ed il Golfo Paradiso
- La Spezia, che copre la provincia della Spezia
- Imperia, che copre la provincia di Imperia
- Savona, che copre la provincia di Savona

In digitale il Basso Piemonte ha invece un'edizione autonoma.